# Liste des conseillers généraux de la Somme de 1955 à 1958
 (août 2023).
Si vous disposez d'ouvrages ou d'articles de référence ou si vous connaissez des sites web de qualité traitant du thème abordé ici, merci de compléter l'article en donnant les références utiles à sa vérifiabilité et en les liant à la section « Notes et références ».
Cet article dresse la liste des 41 membres du Conseil général de la Somme élus lors de l'élection cantonale de 1955, ainsi que les changements intervenus en cours de mandature.

## Composition du conseil général de laSomme(41 sièges)

### Assemblée départementale en début mandature
| Parti                                          | Sigle | Sigle | Élus | Groupe                                  |
| ---------------------------------------------- | ----- | ----- | ---- | --------------------------------------- |
| Centre-gauche (34 sièges)                      |       |       |      |                                         |
| Parti radical-socialiste                       |       | Rad.  | 19   | Rassemblement des gauches républicaines |
| Section française de l'Internationale ouvrière |       | SFIO  | 15   | Socialiste                              |
| Gauche (4 sièges)                              |       |       |      |                                         |
| Parti communiste français                      |       | PCF   | 4    | Communiste                              |
| Droite (3 sièges)                              |       |       |      |                                         |
| Centre national des indépendants et paysans    |       | CNIP  | 2    | Républicains indépendants et MRP        |
| Mouvement républicain populaire                |       | MRP   | 1    | Républicains indépendants et MRP        |
| Président du Conseil Général                   |       |       |      |                                         |
| Max Lejeune (SFIO)                             |       |       |      |                                         |

### Assemblée départementale en fin mandature
| Parti                                          | Sigle | Sigle | Élus | Groupe                           |
| ---------------------------------------------- | ----- | ----- | ---- | -------------------------------- |
| Centre-gauche (35 sièges)                      |       |       |      |                                  |
| Parti radical-socialiste                       |       | Rad.  | 20   | Radical et radical-socialiste    |
| Section française de l'Internationale ouvrière |       | SFIO  | 15   | Socialiste                       |
| Gauche (3 sièges)                              |       |       |      |                                  |
| Parti communiste français                      |       | PCF   | 3    | Communiste                       |
| Droite (3 sièges)                              |       |       |      |                                  |
| Centre national des indépendants et paysans    |       | CNIP  | 2    | Républicains indépendants et MRP |
| Mouvement républicain populaire                |       | MRP   | 1    | Républicains indépendants et MRP |
| Président du Conseil Général                   |       |       |      |                                  |
| Max Lejeune (SFIO)                             |       |       |      |                                  |

## Liste des conseillers généraux de la Somme
| Canton                 | Conseillers         | Partis | Partis | Changements                |
| ---------------------- | ------------------- | ------ | ------ | -------------------------- |
| Abbeville-Nord         | Robert Viarre       |        | SFIO   |                            |
| Abbeville-Sud          | Max Lejeune         |        | SFIO   |                            |
| Acheux-en-Amiénois     | Raymond de Wazières |        | Rad.   |                            |
| Ailly-le-Haut-Clocher  | Bernard Maisant     |        | SFIO   |                            |
| Ailly-sur-Noye         | William Classen     |        | Rad.   |                            |
| Albert                 | Henri Potez         |        | Rad.   |                            |
| Amiens-Nord-Ouest      | Augustin Dujardin   |        | PCF    |                            |
| Amiens-Nord-Est        | Léon Dupontreué     |        | PCF    |                            |
| Amiens-Sud-Est         | Camille Goret       |        | SFIO   |                            |
| Amiens-Sud-Ouest       | Maurice Vast        |        | SFIO   |                            |
| Ault                   | Emile Quénot        |        | PCF    | Décédé le 2 mars 1957      |
| Ault                   | Gilbert Defacques   |        | Rad.   | Election partielle de 1957 |
| Bernaville             | Maurice Crépin      |        | SFIO   |                            |
| Boves                  | Charles Houllier    |        | Rad.   |                            |
| Bray-sur-Somme         | Charles Deflandre   |        | SFIO   |                            |
| Chaulnes               | Jean Gilbert-Jules  |        | Rad.   |                            |
| Comble                 | Robert Marlot       |        | Rad.   |                            |
| Conty                  | René Clabault       |        | Rad.   |                            |
| Corbie                 | Paul Domisse        |        | SFIO   |                            |
| Crécy-en-Ponthieu      | Hélène Loeuillet    |        | SFIO   |                            |
| Domart-en-Ponthieu     | Jean Martin         |        | PCF    |                            |
| Doullens               | Kléber Mopty        |        | Rad.   |                            |
| Gamaches               | Marcelle Delabie    |        | Rad.   |                            |
| Hallencourt            | Albert Lefebvre     |        | Rad.   |                            |
| Ham                    | Gaston Lejeune      |        | SFIO   |                            |
| Hornoy-le-Bourg        | Georges Robart      |        | Rad.   |                            |
| Molliens-Vidame        | Léon Cathue         |        | Rad.   |                            |
| Montdidier             | Jean Doublet        |        | CNIP   |                            |
| Moreuil                | Charles Damay       |        | MRP    |                            |
| Moyenneville           | Edouard Delozières  |        | SFIO   |                            |
| Nesle                  | Pierre Doutrellot   |        | SFIO   |                            |
| Nouvion                | Albert Fourcy       |        | SFIO   |                            |
| Oisemont               | Pierre Vasseur      |        | Rad.   |                            |
| Péronne                | Daniel Boinet       |        | Rad.   |                            |
| Picquigny              | Eugène Leclercq     |        | Rad.   |                            |
| Poix-de-Picardie       | Henri Rameau        |        | Rad.   |                            |
| Roisel                 | Paul Lejeune        |        | Rad.   |                            |
| Rosières-en-Santerre   | Eugène Doucet       |        | Rad.   |                            |
| Roye                   | André Coël          |        | SFIO   |                            |
| Rue                    | Gabriel Deray       |        | SFIO   |                            |
| Saint-Valery-sur-Somme | René Delepierre     |        | CNIP   |                            |
| Villers-Bocage         | Richard Vilbert     |        | Rad.   |                            |

Noms en gras : élus lors des élections cantonales de 1955